# 185º Reggimento paracadutisti ricognizione acquisizione obiettivi “Folgore”

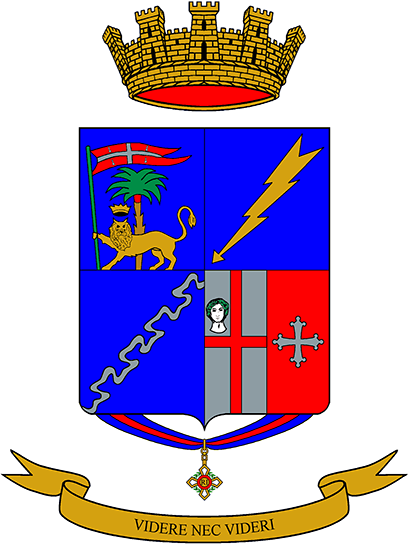
Wappen des 185. Fernspähregiments

Das 185. Fernspähregiment „Folgore“ (it. 185º Reggimento Ricognizione Acquisizione Obiettivi - RRAO) ist ein Verband in Bataillonsstärke und eine Spezialeinheit des italienischen Heeres mit dem Einsatzschwerpunkt Fernaufklärung. Das Regiment ist in Livorno (Toskana) stationiert und untersteht truppendienstlich dem Spezialkräftekommando des Heeres. Der Verband ist in das Spezialkräfte-Einsatzkommando (COFS) der italienischen Streitkräfte eingebunden.

## Auftrag
Das Fernspähregiment übernimmt Aufgaben im Bereich der Informationsgewinnung in feindlichem Gebiet (Long Range Surveillance - LRS), insbesondere im Bereich der Gefechtsfeldüberwachung (z. B. Battle Damage Assessment - BDA), der Zielerfassung und der Feuerleitung (Joint Terminal Attack Controller - JTAC, Laser Target Marking), sowie andere nachrichtendienstliche Aufgaben (Human Intelligence - HUMINT). Das Motto der operativen Einheiten des Regiments ist videre nec videri - „sehen ohne gesehen zu werden“.

## Organisation
Das 185. Regiment ist derzeit (Stand: Juli 2020) folgendermaßen organisiert:
- Regimentsstab
- Stabs- und Versorgungskompanie
- 3. Fernspähbataillon Poggio Rusco
  - 7. Fernspähkompanie
  - 8. Fernspähkompanie
  - 9. Fernspähkompanie
- Unterstützungsbataillon
  - Unterstützungskompanie (Fernmelder, Transport)
  - Ausbildungskompanie
  - Fortbildungskompanie

Die Fernspähkompanien untergliedern sich in Teams (Distaccamento Acquisizione Obiettivi, DAO) von bis zu zwölf Soldaten, die von einem Offizier oder einem höheren Unteroffizier (Maresciallo) angeführt werden. Sie können sich in zwei bis drei Trupps zu je vier bis sechs Soldaten untergliedern. Bei kleineren Teams von sechs bis acht Soldaten entfällt die Truppebene meist. Die Zusammensetzung der Teams ist vom Auftrag und von der Lage abhängig. Die Soldaten der Teams sind jeweils auf eine Aufgabe spezialisiert (Scout, Beobachter, Bildauswertung, Funker, Sanitäter, ABC-Abwehr, JTAC, Scharfschütze), haben aber auch sehr gute Kenntnisse in den jeweils anderen Fachgebieten. Einzelne Teams sind auf bestimmte Bereiche spezialisiert, unter anderem auf HAHO/HALO-Springen oder auf amphibische Operationen. Die Ausbildungskompanie übernimmt die regimentsspezifische Basisausbildung, die Fortbildungskompanie die spezielle Aus- und Fortbildung in den genannten Fachbereichen. Das Regiment ist mit verschiedensten Waffen, Fernmelde- und Zielerfassungsgeräten ausgerüstet. Als Mehrzweckfahrzeug dient der VTLM „Lince“.

## Rekrutierung und Ausbildung
Bewerben können sich alle Dienstgrade bis zum Oberleutnant, sofern verschiedene formale Voraussetzungen erfüllt sind. 
Die Rekrutierung und Grundausbildung aller Soldaten der Spezialkräfte des Heeres erfolgt beim Ausbildungszentrum des Spezialkräftekommandos des Heeres im Camp Darby bei Livorno. Auf das Auswahlverfahren folgt in Camp Darby eine einheitliche Grundausbildung für Spezialkräfte (Operatore Basico per Operazioni Speciali, OBOS), einschließlich der Fallschirmjägerausbildung an der Luftlandeschule in Pisa. Nach dem Abschluss der OBOS-Grundausbildung folgt in der Ausbildungskompanie des 185. Fernspähregiments eine etwa ein Jahr dauernde Einsatzausbildung. Ausbildungsabschnitte sind das Erkennen von Militärmaterial, Funkverkehr und Feuerleitung, das Verhalten bei Gefangennahme und Befragung sowie Flucht aus der Kriegsgefangenschaft, sogenanntes SERE-Training. Es schließen sich die erweiterte Spezialausbildungen an, die sich für jeden Soldaten anders gestalten kann. Möglich sind unter anderem HAHO/HALO-Springen oder eine besondere Ausbildung in Wüstengebieten, eine Ausbildung zum Forward Air Controller bei italienischen Luftwaffe in Guidonia, Kurse an der Fremdsprachenschule des Heeres in Perugia sowie verschiedene Lehrgänge am deutschen Ausbildungszentrum Spezielle Operationen in Pfullendorf.

## Geschichte

### Traditionslinien
Die Geschichte des 185º RRAO ist relativ komplex.
Während des Zweiten Weltkriegs entstand 1941 die 185. Fallschirmjägerdivision „Folgore“ (dt. „Blitzschlag“). Diese Division bestand im Wesentlichen aus den Fallschirmjäger-Regimentern 185, 186 und 187 sowie aus dem Fallschirm-Artillerie-Regiment 185. Die Division wurde 1942 mit Ausnahme des Fallschirmjäger-Regiments 185 nach Nordafrika entsandt, wo sie sich bei El Alamein auszeichnete, dort jedoch fast völlig aufgerieben wurde.
1963 entstand die „Folgore“ als Brigade in Pisa wieder. Ihr unterstand unter anderem das Fallschirm-Artillerie-Regiment 185, ein Verband in Bataillonsstärke, der mit 105/14mm-Geschützen, Mörsern und Stinger-Flugabwehrraketen ausgerüstet war. Nach Ausmusterung der genannten Geschütze wandelte man das Regiment im Jahr 2000 in eine Spezialeinheit der beobachtenden Artillerie um (185º RRAO). Dieser in Batterien gegliederte Fernspähverband übernahm Aufklärungsaufgaben in feindlichem Gebiet. In dieser Form stand er in der Nachfolge der einzigen italienischen Fernspäheinheit des Kalten Krieges, der 13º Gruppo Acquisizione Obiettivi (13º GRACO, Verona) der ehemaligen, mit Lance-Raketen und amerikanischen Atomsprengköpfen ausgerüsteten Raktenartilleriebrigade „Aquileia“.
Im Jahr 2012 beschloss man, die Fallschirmjägerbrigade „Folgore“ wieder mit einer eigenen, schießenden „Artilleriekomponente“ auszustatten. In Bracciano entstand das 185. Fallschirm-Artillerie-Regiment mit schweren Mörsern wieder. Wegen der historischen Bezüge gab das 185. Fernspähregiment (185º RRAO) seine Truppenfahne am 21. Juni 2013 an das (reaktivierte) 185. Fallschirm-Artillerie-Regiment ab. Im Gegenzug erhielt das Fernspähregiment die Truppenfahne des 185. Fallschirmjäger-Regiments, das 1942 nicht mit der Division „Folgore“ nach Nordafrika gegangen war.

### Bis zum Waffenstillstand
Das 185. Fallschirmjäger-Regiment bildete 1942 in Italien den Grundstock für die Aufstellung der 184. Fallschirmjägerdivision „Nembo“ (dt. „Gewitterwolke“). Diese Division bestand aus den Fallschirmjäger-Regimentern 183, 184 und 185 sowie aus dem 184. Fallschirm-Artillerie-Regiment. 1943 wurde die Division „Nembo“ mit Ausnahme des 185. Fallschirmjäger-Regiments nach Sardinien verlegt, wo sie als Einsatzreserve und zum Schutz von Militärflugplätzen diente. Das 185. Regiment wurde hingegen zunächst im italienisch-jugoslawischen Grenzgebiet gegen Partisanen eingesetzt und dann nach Sizilien verlegt, wo es in der Schlussphase der alliierten Operation Husky kurz bei Messina zum Einsatz kam. Im benachbarten Kalabrien kämpfte das Regiment noch gegen kanadische Truppen, wobei eines seiner drei Bataillone aufgerieben wurde.
Die Bekanntgabe des Waffenstillstands von Cassibile am 8. September 1943 führte zu einer Spaltung des Regiments. Der Regimentsstab und ein Bataillon schloss sich den Alliierten an, Teile des anderen (dritten) Bataillons der deutschen 29. Panzergrenadier-Division.

### Im Befreiungskrieg
Das 185. Fallschirmjäger-Regiment blieb bis November 1943 in Kalabrien und verlegte dann nach Apulien, wo es zu einem Bataillon herabgestuft wurde. Ab Anfang 1944 nahm es mit den Alliierten am Befreiungskrieg (guerra di liberazione) teil. Im Mai 1944 verlegte auch die restliche Division „Nembo“ (soweit sie sich nicht deutschen Truppen angeschlossen hatte) von Sardinien auf das Festland, wo sie bei Lanciano vorübergehend das 185. Fallschirmjäger-Bataillon übernahm und dann im Juli 1944 an den Kämpfen um Filottrano teilnahm.
Im September 1944 genehmigten die Alliierten die Aufstellung von fünf divisionsstarken italienischen Kampfgruppen, die an den weiteren Operationen in Italien teilnehmen sollten. Zur Aufstellung der Kampfgruppe „Folgore“ wurde vor allem die Division „Nembo“ und auch das 185. Fallschirmjägerbataillon herangezogen. Die Kampfgruppe „Folgore“ nahm unter anderem mit ihrem neuen Fallschirmjäger-Regiment „Nembo“ im April 1945 zwischen Senio und Santerno noch an den Kämpfen um Borgo Tossignano und Grizzano teil und rückte dann mit den Alliierten bis zum Brennerpass vor. Im weiteren Verlauf entstand aus dem Regiment „Nembo“ das heutige 183. Fallschirmjäger-Regiment „Nembo“.

### F Recce Squadron
Nach dem Waffenstillstand von Cassibile bildete sich im September 1943 in Kalabrien aus Teilen des 185. Fallschirmjäger-Regiments eine zunächst selbständige Einheit heraus, die im Oktober 1943 unter das Kommando der 1. kanadischen Division kam. Die italienische Fallschirmjäger-Einheit wollte hinter den feindlichen Linien Aufklärungsaufgaben übernehmen. Ab Dezember 1943 operierte die Einheit unter der Bezeichnung „F Recce Squadron“ oder „Squadrone da Ricognizione F“ (das „F“ stand für die Division „Folgore“) als Aufklärungskompanie unter dem direkten Befehl des XIII. britischen Korps von Campobasso aus. Nach verschiedenen Einsätzen jenseits von Biferno und Sangro, zusätzlicher Ausbildung und personeller Verstärkung aus dem 185. Fallschirmjäger-Bataillon wechselte die Aufklärungseinheit im Mai 1944 an die Cassino-Front. Nach dem alliierten Durchbruch unterstützte die Einheit mit verschiedenen Aufklärungs- und Kampfeinsätzen auch zusammen mit Partisanen den Vormarsch bis zur deutschen Gotenstellung, wo sie schließlich Ende 1944, Anfang 1945 in Fiesole eine Pause einlegte und reorganisiert wurde.
Der bedeutendste Einsatz (Operation Herring) erfolgte schließlich vom 20. bis zum 23. April 1945. Insgesamt 226 ausgewählte Freiwillige der F Squadron und des Fallschirmjäger-Regiments „Nembo“ sprangen in der Nacht zum 21. April hinter den deutschen Linien bei Poggio Rusco ab, um zusammen mit Partisanen den alliierten Durchbruch in der Po-Ebene durch Aufklärungs-, Sicherungs- oder Sabotageaktionen zu unterstützen. Nach diesem letzten erfolgreichen Einsatz kehrte die Einheit nach Fiesole zurück, wo sie Ende Juni 1945 aufgelöst wurde. Der kommandierende General des XIII. britischen Korps, der spätere Feldmarschall John Harding, verabschiedete jeden einzelnen Überlebenden der F Recce Squadron persönlich.

### Weitere Entwicklung
Die Traditionen des 185. Fallschirmjäger-Regiments und der F Squadron übernahm 1975 das 3. Fallschirmjäger-Ausbildungsbataillon „Poggio Rusco“ bis zu dessen Auflösung im Jahr 1998, danach die Luftlandeschule in Pisa und 2013 schließlich das 185. Fernspähregiment „Folgore“ (185º RRAO). Letzteres hat seit 2002 an Missionen im ehemaligen Jugoslawien, im Irak und in Afghanistan teilgenommen. 2013 wurde es aus der Fallschirmjäger-Brigade „Folgore“ ausgegliedert und dem neuen Heeresspezialkräftekommando in Pisa unterstellt.